# Ségou
Ségou (Seku, Segu) város Maliban, 235 km-re északra fekszik az ország fővárosától, Bamakótól a Niger-folyó partján. Ségou a róla elnevezett régió és körzet fővárosa, lakossága nagyjából 100 000 fő, ezzel Mali hatodik legnépesebb települése.
A város elődjét 1620-ban alapította a bozo népcsoport, és hamar fontos kereskedővárossá lépett elő. Az idegen hódítások és a közigazgatási változások igen megviselték a város gazdaságát, de a közeli nagy kereskedelmi központok miatt, mint Timbuktu és Djenné, mindvégig megmaradt fontos kereskedelmi szerepe.

## Történelme
A mai város történelme csupán a 18. századig nyúlik vissza, de lényegében a Ségou mellett lévő Segou Koro nevezetű falucska a város elődjének tekinthető. A modern Ségou akkor alapult, mikor Bitòn Coulibaly, az 1712-ben megalakuló a Bambara Birodalom alapítoja elhatározta, hogy egy új fővárost emel a birodalom élére. Ekkor kezdődtek meg a nagymértékű építkezések, amelyek Segou Koro mellett létrehozták az új fővárost, ami nevét a kis falucskárol kapta.
Az első európai aki eljutott a városba, az Mungo Park, a híres skót felfedező volt 1796-ban. A birodalom jelentősége ezután csökkenni kezdett, míg El Hadj Umar Tall, a Tukulár Birodalom vezetője 1861-ben a ségoui csata következtében teljesen leigázta az államot. A város 1892-ben került francia befolyás alá.

## Földrajza

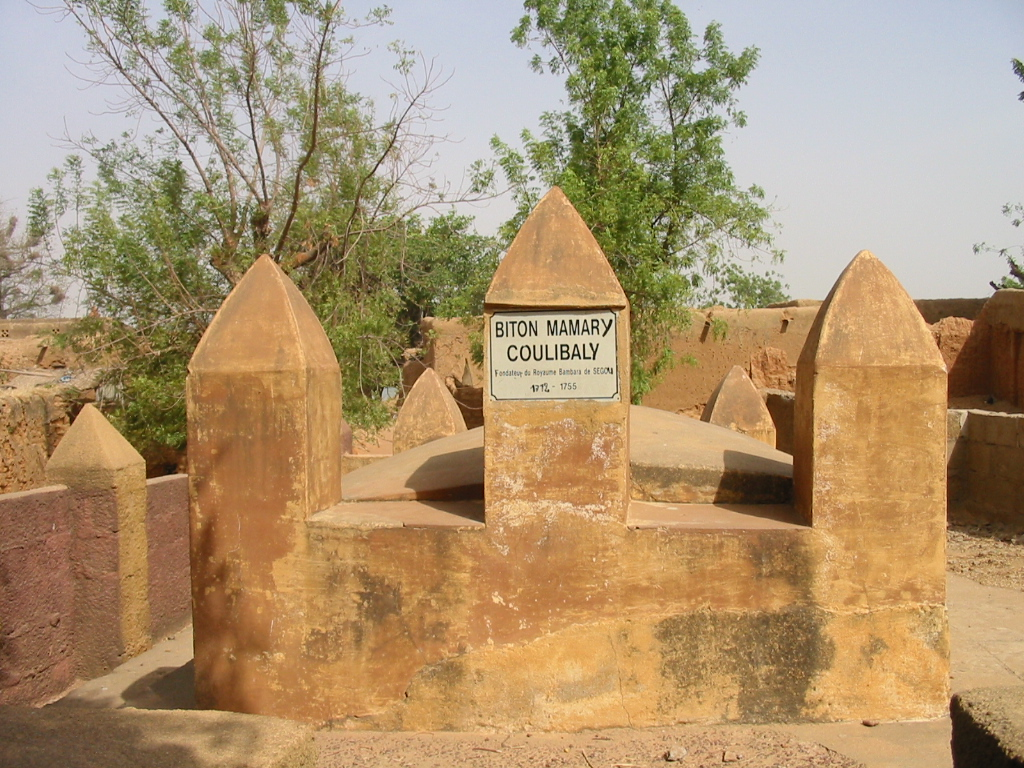
Bitòn Coulibaly sírja a város melletti Segou Koroban

Ségou környezetére két évszak jellemző, a száraz és az esős évszak. Az esős évszak júniustól szeptemberig tart, nagyjából az egész éves csapadékmennyiség, ami átlagosan 513 mm ekkor hullik. A száraz évszakban az úgynevezett harmattan a domináns szél, amely észak felől fúj. Az esős évszakra a déli monszunszél jellemző.

## Gazdaság
A városban nagy hagyománya van a fazekasságnak, de Ségou híres még a halászatról és a piacáról. A halászat mellett a szarvasmarha tenyésztés jelentős még, de jelen vannak a hagyományos gazdálkodási módok is. Ennek köszönhetően a régió termeli meg, illetve állítja elő Maliban a legtöbb élelmiszert. Ebből adódóan Ségou élelmiszeripara is nagy jelentőséggel bír, a városban található három gyár szolgáltatja a település piacára a legtöbb árut. 
A turizmusa is fontos szerepet játszik a város gazdaságában, fő látványosságai az említett piacon kívül a Segou Koroban található mecset, valamint Bitòn Coulibaly sírja.

## Fordítás
- Ez a szócikk részben vagy egészben  a   Ségou című angol Wikipédia-szócikk fordításán alapul.  Az eredeti cikk szerkesztőit annak laptörténete sorolja fel. Ez a jelzés csupán a megfogalmazás eredetét és a szerzői jogokat jelzi, nem szolgál a cikkben szereplő információk forrásmegjelöléseként.